# 南記粉麵

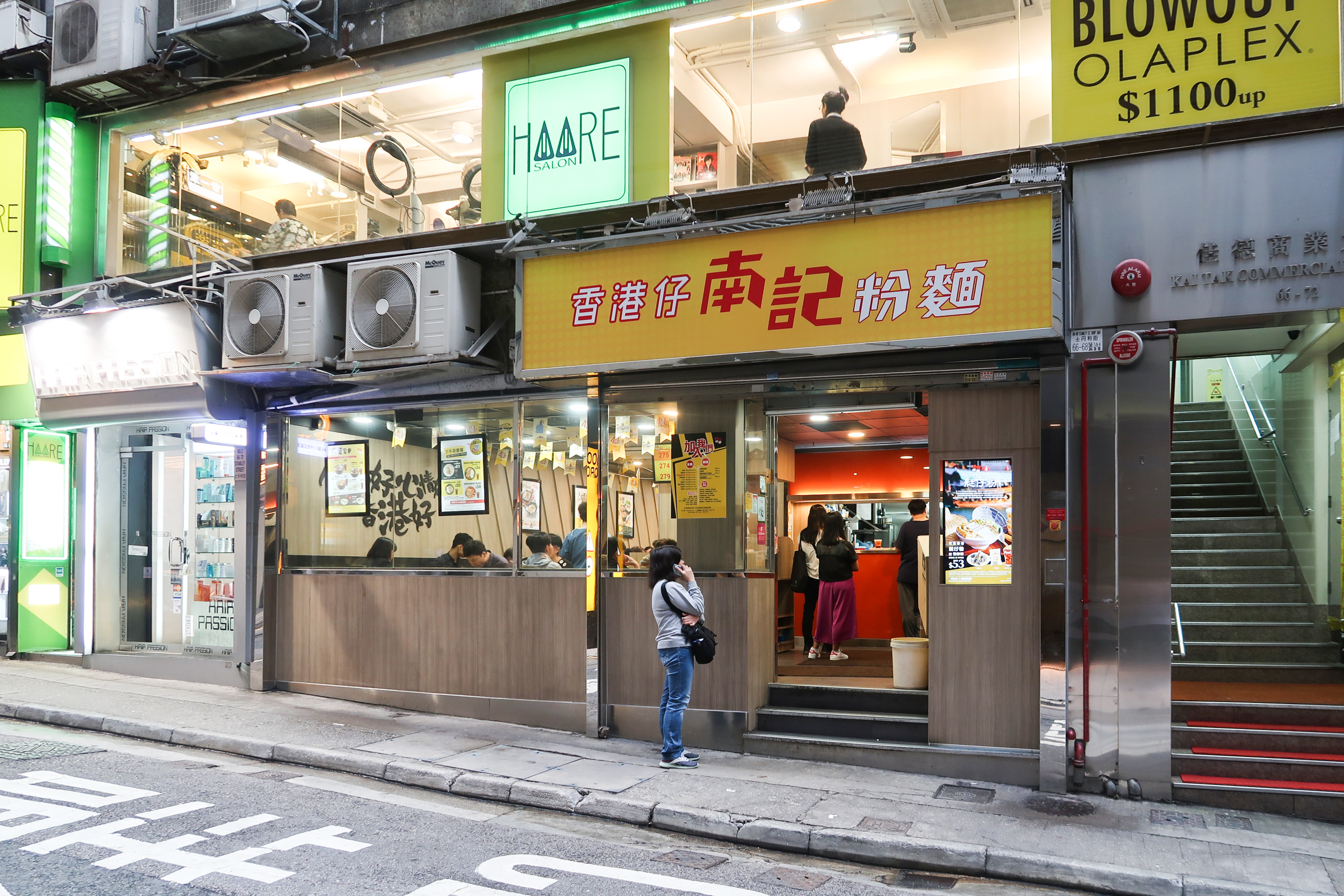
南記粉麵在中環士丹利街的分店

南記粉麵（簡稱南記）是香港一家連鎖食肆，在1980年代於香港仔開業，至2022年在全香港共有22家分店，售賣港式粉麵，以腐皮包著魚肉餡料的春卷及酸辣小鍋米線聞名。

## 歷史
南記粉麵前身是「推車仔」賣粉麵的流動小販攤檔，及後在1980年代初至1990年代間於香港仔先後租用三個舖位，並於1990年代後期在香港仔以外的銅鑼灣開設分店。南記於2000年代積極擴充，在香港島多個地方開設分店。現時南記有三個舖位屬於自置物業，當中兩個位於香港仔，另一個位於西灣河。

## 外部連結
- 官方网站
- 南記粉麵（页面存档备份，存于） - Openrice